# 和泉素行

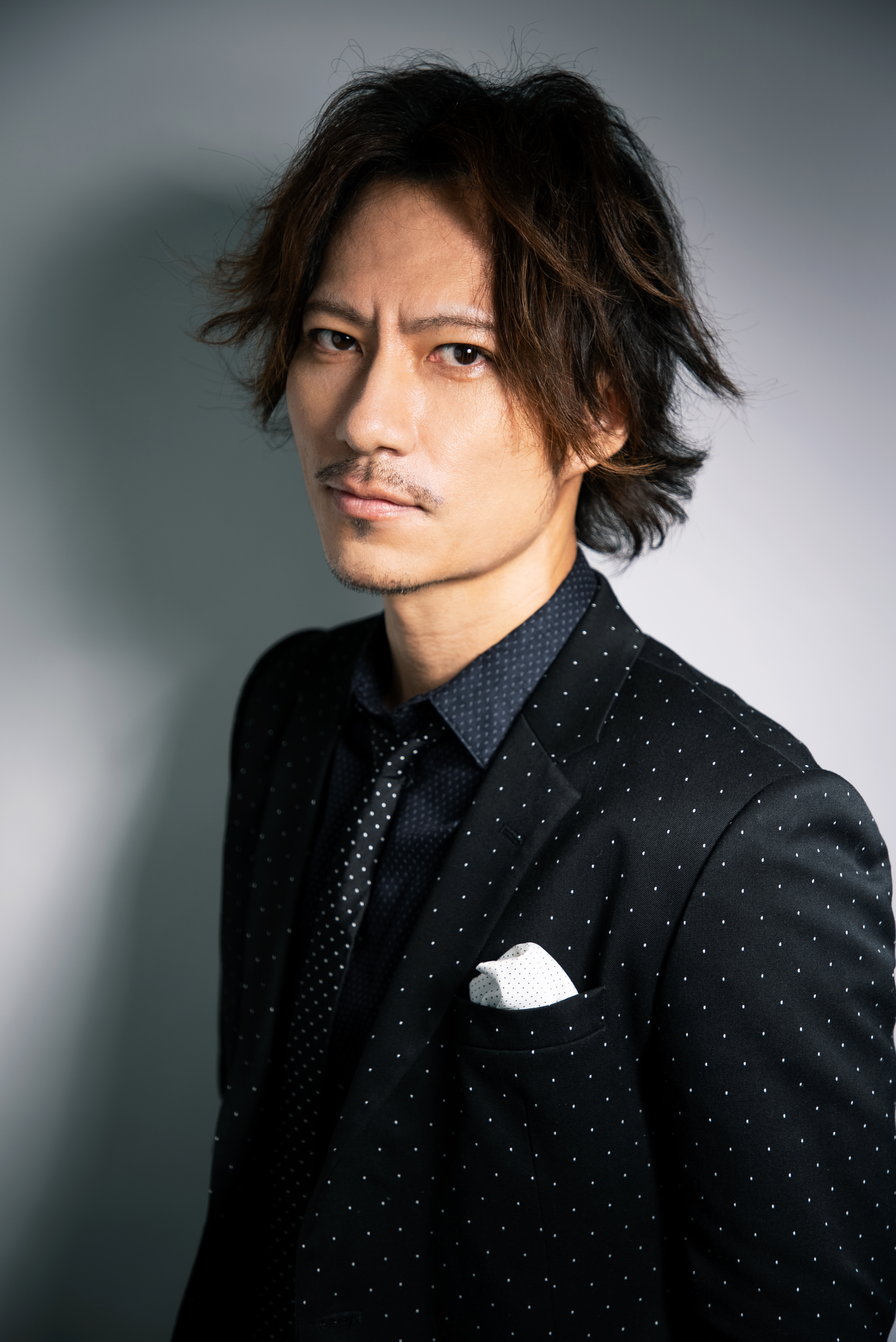
2020年

和泉 素行（いずみ そこう、1979年6月18日 - ）は香港在住の日本人、テレビタレント、俳優、歌手である。「SOKO」と表記されることもある。

## 経歴

長崎県出身、子供のときにおいて岡山県に育っていた。協定留学生として中国の広州で留学した経験があるから、広東語もできる。
2003年、中国広州にて3人組男性グループ「SMART」としてデビューする。
2007年、香港に移り住み、テレビタレント、俳優、インターネット番組等で活躍。
2021年、出演した曽根剛監督の映画『二人小町』が日本公開された。